# L'Ombre de la mort (X-Files)
L'Ombre de la mort (Shadows) est le 6e épisode de la saison 1 de la série télévisée X-Files. Dans cet épisode, Mulder et Scully enquêtent sur des meurtres commis par une force invisible.
L'épisode a obtenu des critiques mitigées.

## Résumé
Deux hommes sont retrouvés morts dans une ruelle de Philadelphie après avoir tenté de voler une femme, Lauren Kyte. Les corps sont chargés électriquement et leurs cous semblent avoir été brisés de l'intérieur.
Mulder et Scully retrouvent Lauren Kyte grâce aux enregistrements vidéo d'un distributeur automatique, mais elle nie être à l'origine de la mort des deux hommes.

## Distribution
- David Duchovny : Fox Mulder
- Gillian Anderson : Dana Scully
- Barry Primus : Robert Dorlund
- Lisa Waltz : Lauren Kyte
- Lorena Gale : Ellen Bledsoe
- Tom Pickett : le policier de la morgue
- Veena Sood : Mee Saunders
- Deryl Hayes : Webster
- Janie Woods Morris : Mme Lange
- Anna Ferguson : Mme Winn
- Nora McLellan : Jane Morris

## Production
Selon Glen Morgan, l'inspiration principale de l'épisode a été le film L'Emprise (1982).

## Accueil

### Audiences
Lors de sa première diffusion aux États-Unis, l'épisode réalise un score de 5,9 sur l'échelle de Nielsen, avec 11 % de parts de marché, et est regardé par 8,8 millions de téléspectateurs.

### Critique
L'épisode obtient des critiques mitigées. Le site Le Monde des Avengers lui donne la note de 3/4. Sarah Stegall, du site Munchkyn Zone, lui donne la note de 3/5. Keith Phipps, du site The A.V. Club, lui donne la note de C+. John Keegan, du site Critical Myth, lui donne la note de 6/10. Le magazine Entertainment Weekly lui donne la note de C+. Dans leur livre sur la série, Robert Shearman et Lars Pearson lui donnent la note de 2/5.